# Éric N'Gapeth
Éric N'Gapeth (Douala, 11 luglio 1959) è un allenatore di pallavolo ed ex pallavolista camerunese naturalizzato francese.
Giocò nel ruolo di centrale.

## Carriera

### Giocatore
La carriera di Éric N'Gapeth inizia nella formazione giovanile della città di Sens, mentre il primo contatto con il mondo della pallavolo professionistica avviene nella stagione 1978-79, quando viene tesserato dal Club Sportif Municipal de Clamart, dove rimane per tre anni raggiungendo una finale di campionato; entra inoltre a far parte della nazionale del Camerun. Successivamente passa all'Asnières Sports, dove conquista il titolo di campione nazionale e la Coppa di Francia.
Nel 1982 sceglie definitivamente la nazionale francese e si trasferisce all'Association municipale des sports et loisirs de Fréjus volley-ball: con il club conquista tre campionati e tre coppe nazionali, mentre con la rappresentativa transalpina ottiene due medaglie nel campionato europeo, un argento nel 1987 e un bronzo nel 1985. Chiude la sua esperienza agonistica nell'Association Sportive Cannes Volley-Ball (maschile), aggiungendo un altro titolo nazionale al suo palmarès e terminando il campionato 1991-92 come allenatore-giocatore.

### Allenatore
Terminata l'esperienza nell'Association Sportive Cannes Volley-Ball (maschile) passa ad allenare nelle serie inferiori, assumendo l'incarico di tecnico dell'Association Sportive de Monaco e, successivamente, dell'Asnières Volley 92. Nel 1998-99 torna nella massima serie, guidando lo Stade Poitevin alla conquista del suo primo scudetto; nella stagione successiva torna per un breve periodo all'Association Sportive Cannes Volley-Ball (maschile), prima di trasferirsi all'Association Sportive Fréjus, assumendo contemporaneamente l'incarico di commissario tecnico della nazionale del Camerun: con la selezione africana conquista la medaglia d'oro al campionato africano 2001, oltre al bronzo nel 2003.
Chiuso il rapporto con il Camerun approda al Paris Volley, che porta alla conquista di una Coppa di Francia e una supercoppa; nel 2005-06 è al Gazélec Football Club Ajaccio Volley-Ball, mentre dal 2008-09 al 2010-11 allena il Tours Volley-Ball, dove ottiene un titolo di campione di Francia e due coppe nazionali.
Nella stagione 2013-14 si trasferisce nel campionato russo, al Volejbol'nyj klub Kuzbass di Kemerovo, ma viene esonerato durante la seconda annata con il club.

## Palmarès

### Giocatore
- Campionato francese: 5

1983-84, 1986-87, 1987-88, 1988-89, 1990-91
- Coppa di Francia: 4

1983-84, 1985-86, 1986-87, 1988-89

### Allenatore
- Campionato francese: 2

1998-99, 2009-10
- Coppa di Francia: 4

2003-04, 2008-09, 2009-10, 2010-11
- Supercoppa francese: 1

2004